# 擬岩蕨
擬岩蕨（学名：Dryopteris woodsiisora）为鱗毛蕨科鱗毛蕨屬下的一个种。

## 扩展阅读
- 維基物種上的相關：擬岩蕨